# ادامپام
ادامپام (به لاتین: Adampam) در سری‌لانکا است که در استان شمالی (سری‌لانکا) واقع شده‌است.